# Oliver Zielinski

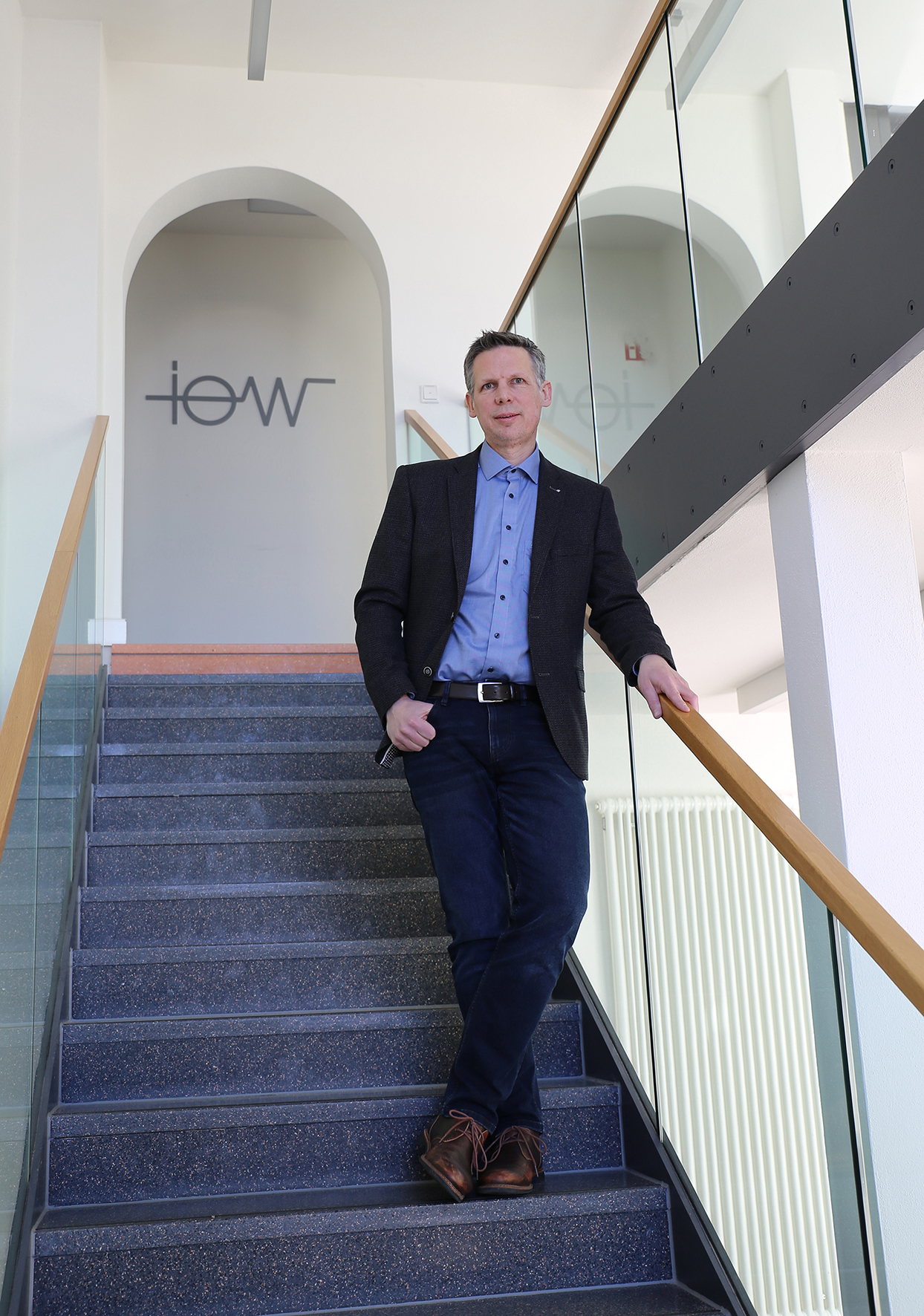
Oliver Zielinski, seit März 2023 Direktor des Leibniz-Instituts für Ostseeforschung Warnemünde (IOW)

Oliver Zielinski (* 21. Oktober 1970 in Oldenburg (Oldb)) ist ein deutscher Physiker, Meeres- und Technologieforscher sowie Hochschullehrer.

## Leben und Wirken
Zielinski studierte von 1991 bis 1996 Physik an der Carl von Ossietzky Universität Oldenburg mit den Schwerpunkten Meeresphysik und optische Fernerkundung. Nach seinem Studium promovierte er am Institut für Physik an der Universität Oldenburg. 1999 arbeitete er zunächst an der Bundesanstalt für Gewässerkunde (bfg) und wechselte dann 2000 in die Leitung der OPTIMARE Firmengruppe. 2005 nahm er die Professur für MSR-Technik und Prozesssimulation an der Hochschule Bremerhaven an und baute hier den Bereich der Maritimen Technologien maßgeblich mit auf. 2007 wurde er außerdem Gründungsdirektor des IMARE – Institut für Marine Ressourcen in Bremerhaven.
Seit 2011 ist er Professor für Marine Sensorsysteme am Institut für Chemie und Biologie des Meeres (ICBM) der Universität Oldenburg und leitet die gleichnamige Arbeitsgruppe am Standort Wilhelmshaven. Von April 2017 bis März 2019 war er Direktor am Institut für Chemie und Biologie des Meeres (ICBM) der Carl von Ossietzky Universität Oldenburg.  Im Anschluss leitete Zielinski auch den Forschungsbereich Marine Perception (Marine Umgebungswahrnehmung) am Deutschen Forschungszentrum für Künstliche Intelligenz (DFKI) in Oldenburg als Teil des DFKI-Labor Niedersachsen. Er legte hierbei einen besonderen Fokus auf den Einsatz von KI für Anwendungen des Umweltschutzes. Im März 2023 übernahm er die Stelle als Direktor des Leibniz-Instituts für Ostseeforschung in Warnemünde, die mit einer Professur für Erdsystemforschung verbunden ist. Anfang 2025 wurde er vom deutschen Bundespräsidenten Frank-Walter Steinmeier für die Dauer von drei Jahren in den deutschen Wissenschaftsrat berufen.
Zielinski war an zahlreichen Expeditionen mit den Forschungsschiffen Meteor (Schiff, 1986), Maria S. Merian, Sonne (Schiff, 2014) und Heincke (Schiff) beteiligt. Seine Forschungsgebiete umfassen dabei das Nordwesteuropäische Schelf und die Westküste Grönlands, aber auch die optischen Charakteristika des südlichen Pazifischen Ozeans und des Beagle-Kanals. 2017 war er wissenschaftlicher Fahrtleiter der Merian-Expedition MSM65 zur Untersuchung der Verbreitungsmuster giftiger Algenarten im Küstenbereich West-Grönlands.
Während des Studiums veröffentlichte Zielinski auch zwei Fantasy Rollenspielabenteuer (1994 „Magisches Erbe“ 3. Platz der Braunschweiger Fantasy Awards – Die Schelmin, 1995 „Die Faust des Titanen“ für Ruf des Warlock). Oliver Zielinski ist verheiratet und hat zwei Kinder.

## Forschungsinteressen
Zielinski hat sich im Bereich der Meeresphysik insbesondere auf optische Prozesse und Sensoren spezialisiert. Sein Forschungsschwerpunkt liegt in der Erfassung aquatischer Prozesse durch operationell einsetzbare Sensoren. Weitere thematische Schwerpunkte seiner Arbeit sind multispektrale Sensoren für biogeochemische Parameter und marine Gefahrenstoffe; autonome, langzeitfähige Sensor- und Beobachtungssysteme sowie Methoden zur Qualitätssicherung von Messzeitreihen.
Im Rahmen der Entwicklung und Optimierung neuer optischer Sensoren für die Erfassung der Meeresumwelt hat er sowohl flugzeuggestützte Multisensor-Systeme für die Ölüberwachung weiterentwickelt, als auch optische Messverfahren für die Detektion von Nitrat, gelöstem organischen Material und Kohlenwasserstoffen im Wasser erarbeitet. Oliver Zielinski hat zudem Sensorsysteme für die Bürgerwissenschaften (Citizen Science) mitentwickelt (SmartFluo, EyeOnWater) und war Mitglied im Beirat des Top Programms des österreichischen OeAD.
Zielinski koordinierte bis Februar 2023 das Küstenobservatorium Spiekeroog, welches auch die Hydrographische Messstation Spiekeroog einschließt. Von 2009 bis 2013 war er Vorsitzender der Deutschen Gesellschaft für Meeresforschung (DGM).
Ein besonderer Fokus seiner Arbeiten seit 2018 liegt auf der Verbindung von Umweltforschung mit Künstlicher Intelligenz (KI), die er als leistungsfähige Zukunftstechnologie begreift, um auf Basis sehr großer Datenmengen komplexe Prozesse zu verstehen und im Sinne von Nachhaltigkeit zielorientiert zu handeln. So leitete er von 2020 bis 2023 am Deutschen Forschungszentrum für Künstliche Intelligenz (DFKI) das von ihm gegründete Kompetenzzentrum „Künstliche Intelligenz für Umwelt und Nachhaltigkeit“ und trägt diesen Ansatz auch konsequent in die Meeresforschung und die Entwicklung mariner Digitaler Zwillinge hinein.  

## Ehrungen und Auszeichnungen
- 2002 Innovationspreis der Stadt Bremerhaven
- 2005 Denny Medal des Institute of Marine Engineering, Science and Technology (IMarEST), London
- 2021 Aufnahme in die Deutsche Akademie der Technikwissenschaften acatech

## Publikationen (Auswahl)
- O. Zielinski: Baltic Sea research: From understanding to perspectives. In Baltic Rim Economies, Germany's political, economic and environmental development No. 4 (55), 2024.
- A. Miedtank., J. Schneider, C. Manss, O. Zielinski:. Marine digital twins for enhanced ocean understanding. Remote Sensing Applications: Society and Environment, 2024, 101268.
- Zielinski, O; Pieck, D; Schulz, J; Thölen, C; Wollschläger, J; Albinus, M; Badewien, TH; Braun, A; Engelen, B; Feenders, C; Fock, S; Lehners, C; Löhmus, K; Lübben, A; Massmann, G; Meyerjürgens, J; Nicolai, H; Pollmann, T; Schwalfenberg, K; Stone, J; Waska, H; Winkler, H (2022) The Spiekeroog Coastal Observatory: A scientific infrastructure at the land-sea transition zone (southern North Sea). Front. Mar. Sci., 8 (February), DOI: 10.3389/fmars.2021.754905
- L. Holinde, O. Zielinski: Bio-optical characterization and light availability parameterization in Uummannaq Fjord and Vaigat–Disko Bay (West Greenland). In: Ocean Sci. Band 12, 2016, S. 117–128. doi:10.5194/os-12-117-2016
- J. Watson, O. Zielinski: Subsea Optics and Imaging. Woodhead Publishing, 2013, ISBN 978-0-85709-341-7.
- O. Zielinski, D. Voss, B. Saworski, B. Fiedler, A. Koertzinger: Computation of nitrate concentrations in turbid coastal waters using an in situ ultraviolet spectrophotometer. In: J Sea Res. Band 65, 2011, S. 456–460. doi:10.1016/j.seares.2011.04.002
- O. Zielinski, J. A. Busch, A. D. Cembella, K. L. Daly, J. Engelbrektsson, A. K. Hannides, H. Schmidt: Detecting marine hazardous substances and organisms: sensors for pollutants, toxins, and pathogens. In: Ocean Science. Band 5, 2009, S. 329–349. doi:10.5194/os-5-329-2009
- O. Zielinski: Airborne pollution surveillance using multi-sensor systems – New sensors and algorithms for improved oil spill detection and polluter identification. In: Sea Technology. Band 44, Nr. 10, 2003, S. 28–32.
- O. Zielinski, A. Oschlies, O. Llinas, R. Reuter: Underwater light field parameterization and its effect on a one-dimensional ecosystem model at station ESTOC, north of the Canary Islands. In: Deep-Sea Research. II, Band 49, Nr. 17, 2002, S. 3529–3542.